# Coelioxys albofasciata
Coelioxys albofasciata là một loài Hymenoptera trong họ Megachilidae. Loài này được Wu mô tả khoa học năm 1988.